# Kevin Curran
Kevin Patrick Curran (27. února 1957 Hartford – 25. října 2016 West Hollywood) byl americký televizní scenárista.
Psal scénáře pro pořady Late Night with David Letterman, Ženatý se závazky a Simpsonovi. Byl také hlasem psa Bucka v Ženatém se závazky. V šesté sérii tohoto seriálu v epizodě Psychotronici se Curran krátce objevil na obrazovce během závěrečné sekvence, kdy se díky kletbě madam Ingy rodina Bundyových promění v šimpanze a Buck v člověka, v níž je Curran uveden jako „Buck the Man“ nad obvyklou závěrečnou uvedenou postavou „Buck the Dog“. Kromě psaní epizod a namluvení Bucka působil Curran jako editor příběhů a producent seriálu Ženatý se závazky.

## Životopis
Curran navštěvoval Harvardovu univerzitu, kde byl redaktorem časopisu Harvard Lampoon. Později psal pro National Lampoon a byl redaktorem dopisové a kreslené rubriky. Psal také pro pořad Late Night with David Letterman, za který získal tři ceny Emmy.
V roce 1989 se připojil k seriálu Ženatý se závazky a v roce 2000 k seriálu Simpsonovi, kde byl spoluvýkonným producentem. Díky Simpsonovým získal Curran další tři ceny Emmy a v roce 2010 byl nominován na cenu Humanitas za epizodu Největší Homer všech dob.
Curran byl spolutvůrcem a výkonným producentem pořadů The Good Life a Hardball. V letech 1997–1999 byl spolu s Ronem Leavittem výkonným producentem seriálu Unhappily Ever After.
V letech 1999–2006 měl Curran vztah se spisovatelkou Helen Fieldingovou; pár měl dvě děti. Dne 25. října 2016 Curran zemřel na komplikace způsobené rakovinou ve věku 59 let.

## Scenáristická filmografie

### DílySimpsonových
14. řada
- Speciální čarodějnický díl (část Ostrov doktora Dlahy)
- Speluji, jak nejrychleji dovedu

15. řada
- Nevěsta na úprku

16. řada
- Kdo se bojí pokrývače?

17. řada
- Všechny cesty vedou do krimu

18. řada
- Akvamanželka

20. řada
- Sexy koláčky a hlupák v nesnázích

21. řada
- Čarodějky ze Springfieldu
- Největší Homer všech dob

22. řada
- Lepší holub v hrsti než pes v boudě

25. řada
- Zima jeho spokojenosti

29. řada
- Umění mi není ukradený

### DílyŽenatého se závazky
4. řada
- Kdo zastaví déšť?
- Las Vegas – 2. část
- Rosnička

5. řada
- Řidičák
- Myslíte, že jsem sexy
- Weenie Tot
- Peggy je těhotná – 2. část

6. řada
- Dědovo kladivo
- Desková hra
- Anglie – 3. část

7. řada
- Předčasný důchod